# Mario Büttner
Mario Büttner (ur. 23 listopada 1967 w Luckenwalde) – wschodnioniemiecki, a potem niemiecki zapaśnik walczący w stylu klasycznym. Olimpijczyk z Barcelony 1992, gdzie zajął dziesiąte miejsce w kategorii 62 kg.
Czwarty na mistrzostwach świata w 1989. Wicemistrz Europy w 1991 roku.
Mistrz NRD w 1988. Mistrz Niemiec w 1991; drugi w 1992; trzeci w 1995 i 1997 roku.